# Arenberg (restaurant)
Arenberg is een restaurant in Heverlee met een Michelinster.

## Geschiedenis
Arenberg is een restaurant dat gedreven wordt door het echtpaar Lieven en Iris Demeestere. Lieven Demeestere is meesterkok bij de Orde der 33 Meesterkoks van België en lid van de Disciples d'Auguste Escoffier. Het restaurant is gevestigd in een voormalige paardemanège, vlak bij het Egenhovenbos. Dit goed was tijdens de 17e eeuw een deel van het Jezuïetenpachthof.
Sinds 2005 bezit het restaurant een Michelinster.